# Markus Liebherr Memorial Cup
La Markus Liebherr Memorial Cup es un trofeo de verano celebrado en Inglaterra y organizado por el Southampton Football Club, en honor al difunto Markus Liebherr.

## Campeones
| Año  | Campeón       | Segundo clasificado | Tercer clasificado |
| 2011 | Athletic Club | Southampton FC      | Werder Bremen      |
| 2012 | Arsenal FC    | RSC Anderlecht      | Southampton FC     |

## Ediciones

### 2011
| 23 de julio de 2011 (17:00h) | Southampton Football Club         | 3:0 | Werder Bremen | St Mary's Stadium, Southampton        |                                       |
|                              | Connolly 10' Guly 30' Lallana 40' |     |               | Asistencia: 7.000 aprox. espectadores | Asistencia: 7.000 aprox. espectadores |

| 23 de julio de 2011 (18:30h) | Werder Bremen       | 1:2 | Athletic Club                         | St Mary's Stadium, Southampton        |                                       |
|                              | Phipil Bargfred 35' |     | Igor Gabilondo 22' Gaizka Toquero 37' | Asistencia: 7.000 aprox. espectadores | Asistencia: 7.000 aprox. espectadores |

| 23 de julio de 2011 (20:00h) | Southampton Football Club | 0:2 | Athletic Club                       | St Mary's Stadium, Southampton        |                                       |
|                              |                           |     | Igor Martínez 35' Andoni Iraola 47' | Asistencia: 7.000 aprox. espectadores | Asistencia: 7.000 aprox. espectadores |

### 2012
| 14 de julio de 2012 (17.15h) | Southampton Football Club | 0:1 | RSC Anderlecht | St Mary's Stadium, Southampton |                           |
|                              |                           |     | De Sutter 15'  | Árbitro(s): Crossley Phil      | Árbitro(s): Crossley Phil |

| 14 de julio de 2012 (18.45h) | Arsenal FC         | 1:0 | RSC Anderlecht | St Mary's Stadium, Southampton |                              |
|                              | Henri Lansbury 35' |     |                | Árbitro(s): Gallagher Dermot   | Árbitro(s): Gallagher Dermot |

- Datos: Q5944158